# Zamostowica
Zamostowica (ros. Замостовица) – wieś w Rosji, w rejonie kiczmiengsko-gorodieckim obwodu wołogodzkiego. W 2010 r. liczyła 83 mieszkańców.